# Anson Shupe
Anson D. Shupe, né en 1948 et décédé le 6 mai 2015, est un sociologue américain, professeur d'anthropologie à l'université Purdue et l'université de l'Indiana, qui étudie les groupes religieux et les groupes antisectes. Avec David Bromley, il est considéré comme une autorité sur le mouvement antisectes aux États-Unis. Il a également travaillé sur les comportements violents au sein des familles et dans les Églises.

## Publications
- "Moonies" in America: Cult. Church. and Crusade. Beverly Hills, CA: SAGE Publications, 1979. (with David G. Bromley). Introduction by John Lofland. 269 pp.
- The New Vigilantes: Anti-Cultists, Deprogrammers and the New Religions. Beverly Hills, SAGE Publications, 1980. 267 pp.
- Six Perspectives on New Religions: A Case Study Approach. Lewiston and Queenston: Edwin Mellen Press, 1981. 235 pp.  (ISBN 0-88946-983-0)
- Strange Gods: The Great American Cult Scare. Boston: Beacon, 1981. (with David G. Bromley) 249 pp.  (ISBN 0-8070-3256-5)
- The Anti-Cult Movement in America: A Bibliography and Historical Survey. New York: Garland Press, 1984. (with David G. Bromley and Donna L. Oliver) i-xiii + 169 pp.
- A Documentary History of the Anti-Cult Movement. Arlington, TX, University of Texas Center for Social Research Press, 1986. (with David G. Bromley) 376 pp.
- The Mormon Corporate Empire. Boston: Beacon, 1986. (with John Heinerman)  (ISBN 0-8070-0406-5)
- Televangelism, Power and Politics on God's Frontier, Anson Shupe and Jeffrey Hadden, Henry Holt & Co (April 1, 1988), 325pp.  (ISBN 0-8050-0778-4)
- The Darker Side of Virtue: Corruption, Scandal, and the Mormon Empire, Prometheus Books (May 1, 1991), 168pp.  (ISBN 0-87975-654-3)
- Religion and Politics in Comparative Perspective: Revival of Religious Fundamentalism in East and West, Bronislaw Misztal & Anson Shupe (Eds.), Praeger Publishers (November 30, 1992), 240pp.  (ISBN 0-275-94218-X)
- Anti-Cult Movements in Cross-Cultural Perspective. New York and London: Garland Publishing, 1994. (edited with David G. Bromley).  (ISBN 0-8153-1428-0)
- The Violent Couple. Westport, CT: Praeger Publishers (1994) (with William A. Stacey and Lonnie H. Hazlewood). 182 pp.
- Bad Pastors: Clergy Misconduct in Modern America New York: New York University Press, 2000, Edited by Anson Shupe, William A. Stacey, Susan E. Darnell;  (ISBN 0-8147-8147-0)
- "The Cult Awareness Network and the Anticult Movement: Implications for NRMs in America" (with Susan E. Darnell and Kendrick Moxon) in New Religious Movements and Religious Liberty in America. edited by Derek H. Davis and Barry Hankins. Waco: J.M.Dawson Institute of Church-State Studies and Baylor University Press, 2002.  (ISBN 0-929182-64-2)
- "The North American Anti-cult Movement: Vicissitudes of Success and Failure." in The Oxford Handbook of New Religious Movements (with David G. Bromley and Susan E. Darnell), ed. by James R. Lewis. NY: Oxford University Press, 2004, pp. 184–205.
- "Anticult Movements" entry in Lindsay Jones, editor-in-chief, Encyclopedia of Religion. 2d edition. Vol. 1 Thomson/Macmillan 2005, pp. 395–7.
- "Deprogramming" entry in Lindsay Jones, editor-in-chief, Encyclopedia of Religion. 2d edition Vol. 4 Thomson/Macmillan 2005, pp. 2291–3.
- Agents of Discord: The Cult Awareness Network, Deprogramming and Bad Science. New Brunswick: Transaction, 2006. (with Susan E. Darnell)  (ISBN 0-7658-0323-2)
- Spoils of the Kingdom - Clergy Misconduct and Religious Community. University of Illinois Press, 2007.  (ISBN 0-252-03159-8),  (ISBN 978-0-252-03159-5).